# A Boy and His Atom
A Boy and His Atom è un cortometraggio d'animazione del 2013, diretto da Nico Casavecchia e distribuito dalla IBM Research.
Il filmato, della durata di un minuto e trentatré secondi, venne realizzato muovendo delle molecole di monossido di carbonio e manipolandole su un substrato in rame con un ago dello stesso materiale. Le figure così ottenute vennero fotografate e disposte in sequenza con la tecnica del passo uno. Le dimensioni effettive del film, pari a 45×25 nanometri, gli sono valse il riconoscimento di film più piccolo del mondo realizzato con la tecnica del passo uno da parte del Guinness dei primati.

## Trama
Nel corso del film si vede una figura antropomorfa interagire con un atomo, ballando, giocandoci, saltandovi sopra quando questo assume le sembianze di un tappeto elastico e lanciandolo in aria. Il film è introdotto dalla seguente frase:

## Produzione

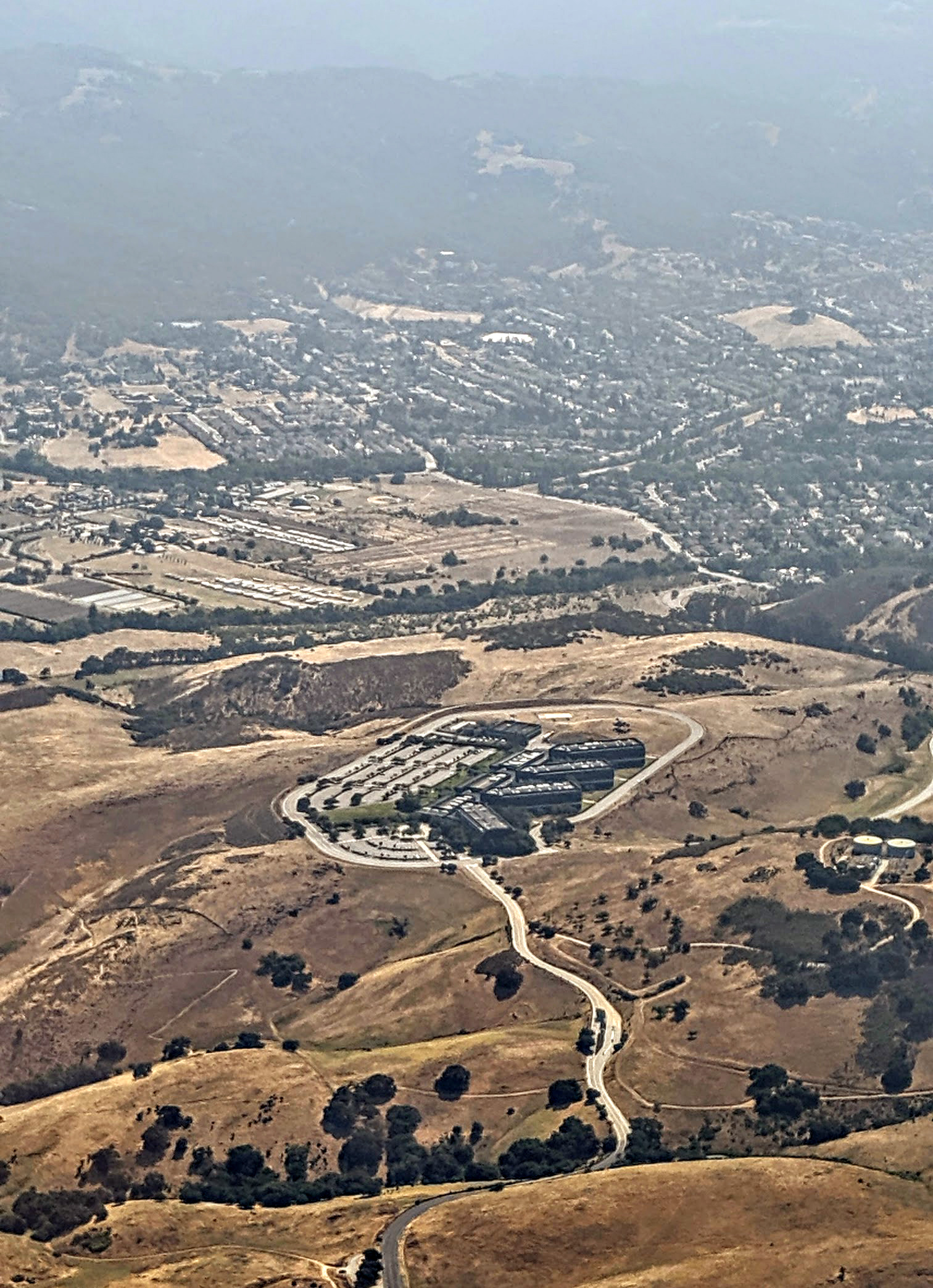
L'Almaden IBM Research, dove venne realizzato il film

A Boy and His Atom venne creato dagli scienziati Andreas J. Heinrich, Chris Lutz, Susanne Baumann e Ileana Rau della IBM con l'aiuto della Ogilvy & Mather presso l'Almaden Research Center di San Jose, in California. Per interagire con le molecole, che erano di monossido di carbonio e che erano stati disposti su un wafer in rame di 45×25 nanometri, si utilizzò un ago dello stesso materiale che, a solo un nanometro di distanza dalla superficie, poté attirare fisicamente gli atomi e le molecole verso di essa. Ci si servì di un microscopio a effetto tunnel da due tonnellate, grazie al quale è possibile ingrandire le immagini di oltre 100 milioni di volte. Tale dispositivo mantenne statici gli atomi sottoponendoli a una temperatura pari a 5 K (corrispondenti a −268.15 °C). Il film, per il quale vennero utilizzate alcune decine di atomi (la figura antropomorfa ne presenta 88), è composto da 242 immagini che vennero combinate tra loro per creare un film con la tecnica del passo uno. A Boy and His Atom venne realizzato in due settimane e 18 ore di lavoro al giorno.
Le intenzioni all'origine del film erano di suscitare l'interesse dei più piccoli e, più in generale del pubblico, nella scienza, nella matematica e nella tecnologia.
Secondo un articolo della CBC e la Cambridge University Press, l'estetica e le musiche minimali del film lo renderebbero simile ai primi videogiochi.

## Accoglienza
A Boy and His Atom ha catturato l'attenzione generale a causa della sua insolita natura ma ha ricevuto giudizi poco entusiasti a livello di trama. Secondo la rivista scientifica Nuclear Newswire, A Boy and His Atom è divertente e imperdibile, soprattutto se si pensa a come venne creato. Chris Robinson del teatro londinese BFI Southbank affermò di essere rimasto impressionato dalla tecnica di realizzazione del film, ma non al film stesso. Secondo lui, all'apparenza, A Boy and His Atom sembra «un film fatto da un liceale, un esperimento perduto di Norman McLaren o di René Jodoin risalente ai primi anni del National Film Board of Canada, oppure una variante del videogioco Pong». Venne scherzosamente stroncato da Richi Jennings di Computerworld, secondo cui è il peggior film d'animazione mai realizzato. Afferma che «la produzione è scadente, la trama ridicola, la colonna sonora terrificante. Pollice verso.»
Ad oggi il video caricato dalla IBM su YouTube conta 25 milioni di visualizzazioni.

## Riconoscimenti
Nel 2013 A Boy and His Atom venne riconosciuto come il film in stop motion più piccolo del mondo dal Guinness dei primati. Nello stesso anno la pellicola vinse un leone d'oro e uno di bronzo al Festival internazionale della creatività Leoni di Cannes. Nel 2014 ottenne anche un riconoscimento dall'Association of Independent Commercial Producers (AICP).